# 佐賀野昭人
佐賀野 昭人（さがの あきひと、1985年3月20日 -）は、地方競馬の金沢競馬場東方高行厩舎所属の元騎手である。勝負服の柄は黒、胴白星散らし、袖白縦縞。高知県出身、身長164cm、体重48kg、血液型B型。地方競馬教養センター騎手課程第78期生。

## 来歴
2003年9月29日付けで地方競馬騎手免許を取得。同年10月5日第14回金沢競馬1日目第1競走C310組条件戦ランニングスターで初騎乗（9頭立て8番人気7着）。
2004年1月18日から3月15日まで冬期東海地区競馬へ遠征したが、1月27日の騎乗を最後に引退した。
地方通算成績は101戦0勝・2着2回・3着4回・勝率0.0%・連対率2.0%